# Гватемальско-израильские отношения
Израильско-гватемальские отношения — двусторонние международные дипломатические, политические, экономические, военные, культурные и иные отношения между Гватемалой и Израилем. Посол Израиля в Гватемале - Эли Лопес. 
Между двумя государствами установлены полные дипломатические отношения. У Гватемалы есть посольство в Иерусалиме (ранее в Герцлии), а у Израиля — посольство в Гватемале, которое также аккредитовано на Гондурас.

## До образования Государства Израиль
16 июня 1947 года в подмандатную Палестину прибыли 11 членов комитета UNSCOP по назначению ООН. Целью этого комитета было выработка предложения возможного решения в свете сложившейся тогда политической ситуации в Эрец-Исраэль. Одним из членов этого комитета был гватемальский государственный служащий Хорхе Гарсия Гранадос, который также служил в должности посла Гватемалы в ООН. На основе голосования большинства членов комитета (7 из 11), одним из которых был представитель Гватемалы, был принят План по разделу Палестины. 29 ноября 1947 года во время голосования по этому Плану на заседании Генеральной Ассамблеи ООН, Гватемала была одной из 33 стран, которая отдала свой голос за принятия плана. Кроме того, Гранадос провёл переговоры с послами других южноамериканских стран в ООН и добился того, что они голосовали за принятие этого плана единым блоком.

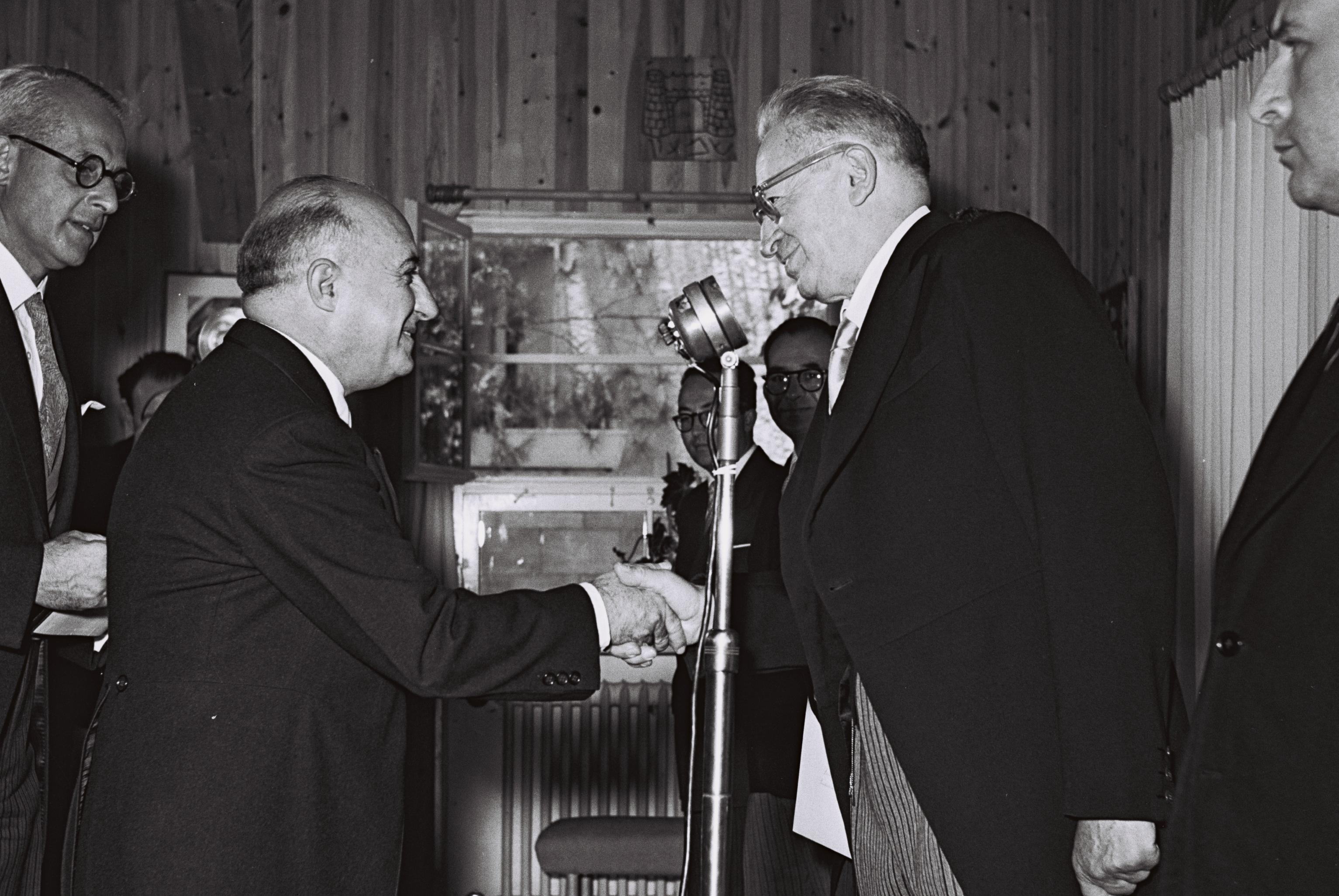
Президент Гватемалы Гарсия Гранадос в резиденции президента Израиля «Бейт ха-Наси» с президентом Ицхаком Бен-Цви в 1955 году

После посещения Эрец Исраэль Гранадос написал книгу «Как родилось Государство Израиль». В его честь названы улицы в таких израильских городах как Иерусалим, Рамат-Ган и Нетания.
Гватемала была одной из первых стран, признавших независимость Государства Израиль.

## Современный этап отношений
Гватемала стала первой страной, которая открыла своё посольство, аккредитованное в Израиле, в Иерусалиме в 1955 году. Посольство проработало в этом городе около 30 лет. В 1980-х оно было переведено в Тель-Авив. В 1958 году было принято решение назвать одну из улиц в иерусалимском районе Кирьят Йовель в честь Гватемалы, в то время как в городе Гватемала есть площадь, названная в честь Государства Израиль.
Хорхе Гарсия Гранадос стал первым послом Гватемалы в Израиле. В 1970 году герильяс похитили его внука в Гватемале, после чего посол обратился к израильтянам за помощью. Известный разведчик Лео Глесер успешно провёл операцию по спасению.
В 1954 году к власти в Гватемале пришло правое правительство, которое тесно сотрудничало с Израилем. Военное сотрудничество между двумя странами началось в 1971 году и достигло своего пика в 1977, когда американский президент Джимми Картер приостановил поенную помощь Гватемале из-за поступавших сообщений и нарушении прав человека. Сообщалось, что в начале 1980-х годов Израиль поставлял в Гватемалу и Гондурас оружие, захваченное у палестинских террористов.
С началом операции «Литой свинец» в январе 2009 года в Гватемале прошли демонстрации в поддержку Израиля на площади Хукка и перед зданием израильского посольства. На церемонии, которая прошла в Конгрессе Республики в апреле 2009 года Израиль был отмечен наивысшей формой признания республики Гватемала. Вручение этой награды поддержало большинство членов парламента. Она призвана выразить поддержку и благодарность Израилю за поддержку Гватемалы в таких областях как сельское хозяйство, образование, медицина и безопасность.
В декабре 2012 года президент Гватемалы впервые посетил Израиль. На встрече между главами государств были отмечены особенные отношения между двумя странами.
В 2014 году Израиль с государственным визитом посетил гватемальский президент Отто Перес Молина.

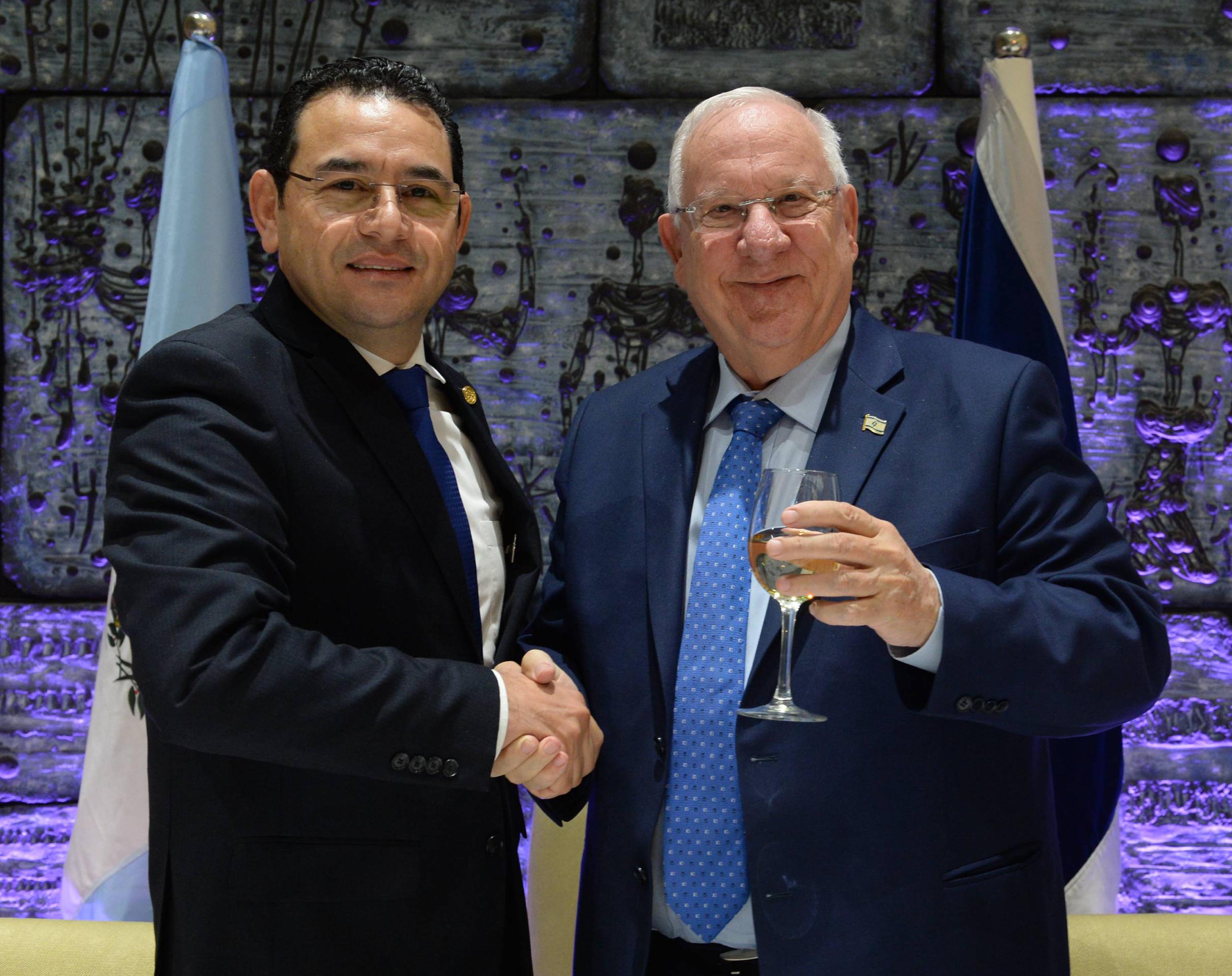
Президенты Джими Моралес и Реувен Ривлин в резиденции президента Израиля, 28 ноября 2016 год

В ноябре 2016 года гватемальский президент Джимми Моралес посетил Израиль с государственным визитом. Он заявил, что отношения между Гватемалой и Израилем насчитывают уже 60 лет и остаются «отличными». Во время визита глава Кнессета Юлий Эдельштейн поблагодарил народ Гватемалы за поддержку, оказанную в вопросе помощи образования и поддержке независимости государства Израиль. Моралес встретился также с израильским премьером Нетаньяху; они подписали серию двусторонних соглашений о сотрудничестве в сельском хозяйстве, науке, технологии и безопасности. Моралес также встретился со своим израильским коллегой Реувеном Ривлиным, который поблагодарил гватемальского лидера за поддержку, оказываемую его страной еврейскому государству.
В декабре 2017 года после того, как американский президент Дональд Трамп выступил в речью о признании Иерусалима столицей Израиля, гватемальский министр иностранных дел Сандра Ховель заявила, что Гватемала поддерживает решение Трампа. Десять членов парламента Гватемалы подписали письмо с призывом к президенту страны перенести гватемальское посольство в Иерусалим. После того, как президент Гватемалы Джимми Моралес подтвердил, что посольство в Израиле будет перенесено в Иерусалим вслед на посольством США, МИД Гватемалы сообщило, что Саре Кастанеда, послу этой стране в Израиле, поручено заняться поисками подходящего здания в Иерусалиме, в которое могло бы быть переведено посольство из Тель-Авива. Одним из условий является то, что новое гватемальское посольство в Иерусалиме должно располагаться недалеко от будущего посольства США в этом городе.
Посольство Гватемалы в Израиле переехало в Иерусалим и открылось 1 мая 2018 года. Таким образом Гватемала стала первой страной, которая перевела своё посольство в столицу Израиля с 1984 года (тогда это сделали Коста-Рика и Сальвадор). Официальная церемония открытия с участием гватемальского президента Джимми Моралеса состоялась 16 мая после того, как в Иерусалиме было открыто посольство США. На церемонии открытия посольства присутствовал президент Гватемалы с супругой, глава МИД Гватемалы, а также министры правительства Израиля.
В июне 2018 года Израиль направил в Гватемалу самолёт гуманитарной миссии с целью помощи после извержения вулкана Фуэго. В Гватемалу прибудут 8 команд медиков, а также груз гуманитарной помощи, медикаменты, продукты и оборудование для оказания помощи при отравлении угарным газом и для лечения ожогов.
В декабре 2018 года планируется визит супруги израильского премьера Сары Нетаньяху и делегации израильского МИД в Гватемалу. Планируется встреча с Патришей Моралес, супругой президента Гватемалы.
В марте 2019 года стало известно о том, что родившийся в Гватемале и получивший 12 лет назад израильское гражданство Ицхак Фархи, намерен баллотироваться на пост президента Гватемалы. Фархи является одним из основателей политической партии «Национальной партии развития» в 1990-х годах, а также активистом еврейской общины в этой стране.

### Торговля и промышленность
В 2004 году объём экспорта из Израиля в Гватемалу увеличился на 88 %. Основными экспортируемыми товарами стали средства связи, станки и продукты химической промышленности. По состоянию на 2005 год в Гватемале работали 134 израильских фирмы в различных областях: строительство дорог, электростанции, передовые сельскохозяйственные технологии и проч. Одна из компаний, «Ormat Technologies», управляет геотермальной электростанцией в городе Аматитлан, департамент Гватемала, что позволяет снабжать электричеством близлежащие деревни.
В сентябре 2018 года Асикло Вальядарес, министр экономики Гватемалы объявил о намерении подписать экономическое соглашение частичного охвата с Израилем. Об этом сообщил его заместитель Хосе Родольфо Догерти, посетивший лично Израиль в рамках своего азиатского турне. В рамках этого соглашения будут сняты пошлины на некоторые товары. Позднее планируется подписать соглашение о свободной торговле между двумя странами.
Переговоры по договору о свободной торговле между двумя странами завершились в мае 2022 года и 8 сентября того же года в Иерусалиме министр экономики Израиля Орна Барбивай и министр иностранных дел Гватемалы Марио Адольфо Букаро Флорес подписали договор о свободной торговле между двумя странами. Это соглашение предусматривает взаимное снижение или отмену пошлин, облегчение процедур импорта/экспорта и сотрудничество в сферах технологий, торговли, продовольственной безопасности, энергетики. Таким образом, Гватемала стала 46 страной, у которой есть подобное соглашение с Израилем. Этот договор ступил в силу 29 февраля 2024 года после подписания его ратификации израильским министром финансов Бецалелем Смотричем — ожидается, что благодаря договору торговый оборот в объёме $ 40 млн (на момент подписания договора) значительно увеличится.

### Военное сотрудничество
В 1975 году Израиль поставил в Гватемалу 11 самолётов «Арава» в дополнение к другому военному оборудованию, такому как лёгкое вооружение и военные транспортные средства, которые были поставлены в эту центральноамериканскую страну позднее. Два года спустя была достигнута договорённость о поставке ещё 10 самолётов этого типа в Гватемалу. Они были доставлены в эту страну в течение 1977 и 1978 годов. В апреле 2014 года сообщалось о контактах между ВВС Гватемалы и израильским концерном «Israel Aircraft Industries» (IAI) с целью обновления парка военных самолётов в Гватемале.
В ноябре 2013 года правительство Гватемалы приняло решение обновить средства вооружения местной национальной полиции. Новые средства планировалось закупить в израильской компании «Israel Weapon Industries», а также двух других компаний в Италии и Австрии.

## Евреи в Гватемале
В 1967 году в Гватемале был основан евангелический «Instituto Guatemalteco-Israeli» (Гватемальско-израильский институт).
По сообщениям СМИ на апрель 2017 года в Гватемале проживают от 1000 до 1200 евреев.
В апреле 2023 года новым президентом стал Бернардо Аревало, сын бывшего президента Хуана Хосе Аревало, который стал первым демократически избранным лидером Гватемалы в 1945 году. При Аревало-старшем Гватемала стала одной из первых стран, признавших независимость Израиля 14 мая 1948 года, а позже он сам служил послом Гватемалы в еврейском государстве. В это время Аревало-младший учился в Еврейском университете в Иерусалиме, а позже работал в гватемальском посольстве в Израиле — в общей сложности он прожил в стране 10 лет. Аревало-младший владеет ивритом. В отличие от своего предшественника на высшем государственном посту Джимми Моралеса, он не поддерживает перенос посольства своей страны из Тель-Авива в Иерусалим, принятое в 2018 году.
В 1980-х годах в Иерусалиме была основана еврейская религиозная радикальная секта «Лев Тахор». Секта была основана Шломо Хелбранцом (Эль-Баранесом) (1962—2017). Члены секты исповедуют радикальную интерпретацию принципа «ненависти к грешникам», выступая за полный разрыв между ультраортодоксами и светскими, включая разрыв связей между неофитами и их нерелигиозными родителями. С 2013 года члены секты проживают на юго-востоке Гватемалы — в основном это граждане Израиля, Канады, США и Гватемалы. Новости о секте неоднократно освещались СМИ. В декабре 2024 года власти Гватемалы освободили 160 детей, удерживаемых членами секты. Против взрослых членов секты местные правоохранительные органы выдвинули обвинения в торговле людьми, принудительных браках, насилии и связанными с этим преступлениями. В январе 2025 года израильская правительственная делегация от министерства благосостояния и социального обеспечения отправилась в Гватемалу для помощи своим гватемальским коллегам по вопросам противодействия сектам. В рамках этой делегации прошли встречи с представителями социальных служб, органов внутренней безопасности и специалистов в области психического здоровья.